# Tumîr, Halîci
Tumîr (în ucraineană Тумир) este o comună în raionul Halîci, regiunea Ivano-Frankivsk, Ucraina, formată numai din satul de reședință.

## Demografie
Componența lingvistică a comunei Tumîr
     Ucraineană (100%)
Conform recensământului din 2001, toată populația comunei Tumîr era vorbitoare de ucraineană (100%).